# Francesca Cauz
Francesca Cauz (Conegliano, província de Treviso, 24 de setembre de 1992) és una ciclista italiana professional des del 2012 i actualment a l'equip Giusfredi Bianchi. Combina la carretera amb el ciclocròs.